# Commonwealth Games 2006/Wasserspringen
Bei den Commonwealth Games 2006 in der australischen Metropole Melbourne fanden im Wasserspringen zehn Wettbewerbe, je fünf für Männer und für Frauen, statt.
Austragungsort war das Melbourne Sports and Aquatic Centre.

## Männer

### Kunstspringen 1 m
| Platz | Land | Sportler           | Punkte |
| ----- | ---- | ------------------ | ------ |
| 1     | CAN  | Alexandre Despatie | 853,50 |
| 2     | MAS  | Yeoh Ken Nee       | 844,95 |
| 3     | AUS  | Steven Barnett     | 777,85 |

Datum:
22. März 2006, 19:00 Uhr

### Kunstspringen 3 m
| Platz | Land | Sportler           | Punkte |
| ----- | ---- | ------------------ | ------ |
| 1     | CAN  | Alexandre Despatie | 941,60 |
| 2     | AUS  | Robert Newbery     | 906,30 |
| 3     | AUS  | Steven Barnett     | 869,40 |

Datum:
23. März 2006, 19:00 Uhr

### Turmspringen 10 m
| Platz | Land | Sportler           | Punkte  |
| ----- | ---- | ------------------ | ------- |
| 1     | AUS  | Mathew Helm        | 1085,60 |
| 2     | ENG  | Peter Waterfield   | 1030,50 |
| 3     | CAN  | Alexandre Despatie | 1016,95 |

Datum:
25. März 2006, 20:30 Uhr

### Synchronspringen 3 m
| Platz | Land | Sportler                          | Punkte |
| ----- | ---- | --------------------------------- | ------ |
| 1     | CAN  | Alexandre Despatie Arturo Miranda | 444,87 |
| 2     | ENG  | Tony Ally Mark Shipman            | 423,00 |
| 3     | AUS  | Steven Barnett Robert Newbery     | 421,35 |

Datum:
24. März 2006, 20:30 Uhr

### Synchronspringen 10 m
| Platz | Land | Sportler                   | Zeit   |
| ----- | ---- | -------------------------- | ------ |
| 1     | AUS  | Mathew Helm Robert Newbery | 440,58 |
| 2     | MAS  | Bryan Lomas James Sandayud | 427,44 |
| 3     | ENG  | –                          | 404,82 |

Datum:
22. März 2006, 11:25 Uhr

## Frauen

### Kunstspringen 1 m
| Platz | Land | Sportlerin        | Punkte |
| ----- | ---- | ----------------- | ------ |
| 1     | CAN  | Blythe Hartley    | 644,65 |
| 2     | AUS  | Sharleen Stratton | 596,45 |
| 3     | AUS  | Kathryn Blackshaw | 544,40 |

Datum:
24. März 2006, 19:00 Uhr

### Kunstspringen 3 m
| Platz | Land | Sportlerin        | Punkte |
| ----- | ---- | ----------------- | ------ |
| 1     | CAN  | Blythe Hartley    | 690,05 |
| 2     | AUS  | Chantelle Newbery | 681,30 |
| 3     | AUS  | Kathryn Blackshaw | 629,00 |

Datum:
25. März 2006, 19:00 Uhr

### Turmspringen 10 m
| Platz | Land | Sportlerin        | Punkte |
| ----- | ---- | ----------------- | ------ |
| 1     | AUS  | Loudy Tourky      | 737,75 |
| 2     | AUS  | Chantelle Newbery | 733,55 |
| 3     | CAN  | Émilie Heymans    | 733,50 |

Datum:
23. März 2006, 20:45 Uhr

### Synchronspringen 3 m
| Platz | Land | Sportlerinnen                  | Punkte |
| ----- | ---- | ------------------------------ | ------ |
| 1     | AUS  | Bree Cole Sharleen Stratton    | 296,07 |
| 2     | CAN  | Melanie Rinaldi Rebecca Barras | 273,72 |
| 3     | ENG  | Tandi Gerrard Hayley Sage      | 270,63 |

Datum:
22. März 2006, 11:25 Uhr

### Synchronspringen 10 m
| Platz | Land  | Sportlerinnen                    | Zeit   |
| ----- | ----- | -------------------------------- | ------ |
| 1     | AUS 2 | Chantelle Newbery Loudy Tourky   | 317,58 |
| 2     | AUS 1 | Alexandra Croak Melissa Wu       | 309,90 |
| 3     | CAN   | Meaghan Benfeito Roseline Filion | 303,15 |

Datum:
22. März 2006, 20:45 Uhr

## Medaillenspiegel
| Platz | Land       | Gold | Silber | Bronze | Gesamt |
| ----- | ---------- | ---- | ------ | ------ | ------ |
| 1     | Australien | 5    | 5      | 5      | 15     |
| 2     | Kanada     | 5    | 1      | 3      | 9      |
| 3     | England    | –    | 2      | 1      | 3      |
| 4     | Malaysia   | –    | 2      | –      | 2      |